# Claydonspitze
Die Claydonspitze ist ein 1090 m hoher Berg im ostantarktischen Viktorialand. In den Bowers Mountains ragt er südöstlich des Astachow-Gletschers und westlich des Platypus Ridge nahe der Oates-Küste auf.
Wissenschaftler der deutschen Expedition GANOVEX I (1979–1980) nahmen seine Benennung vor. Namensgeber ist der neuseeländische Hubschrauberpilot Ken Claydon, der an dieser Forschungsreise beteiligt war.